# 5547 Acadiau
5547 Acadiau è un asteroide della fascia principale. Scoperto nel 1980, presenta un'orbita caratterizzata da un semiasse maggiore pari a 2,6156337 UA e da un'eccentricità di 0,1234521, inclinata di 12,68777° rispetto all'eclittica.